# Faracides
Faracides (en llatí Pharacidas, en grec antic Φαρακίδας) fou un navarc (almirall) espartà que va dirigir una flota de trenta vaixells enviada pels espartans en ajut de Dionís el Vell de Siracusa que estava assetjat pels cartaginesos dirigits per Himilcó l'any 396 aC.
Prop de Siracusa es va trobar amb un esquadró de vaixells cartaginesos i en va capturar nou, que va portar al port de Siracusa. La seva arribada va aixecar la moral dels assetjats i va contribuir a la seva posterior victòria. Faracides va exercir influència a Siracusa com a representant d'Esparta i va enfortir el govern de Dionís, segons diuen Diodor de Sicília i Poliè.